# Pine Lakes
Pine Lakes is een plaats (census-designated place) in de Amerikaanse staat Florida, en valt bestuurlijk gezien onder Lake County.

## Demografie
Bij de volkstelling in 2000 werd het aantal inwoners vastgesteld op 755.

## Geografie
Volgens het United States Census Bureau beslaat de plaats een oppervlakte van
4,5 km², waarvan 4,0 km² land en 0,5 km² water. Pine Lakes ligt op ongeveer 12 m boven zeeniveau.

## Plaatsen in de nabije omgeving
De onderstaande figuur toont nabijgelegen plaatsen in een straal van 16 km rond Pine Lakes.